# Bułgarski Kościół katolicki
Bułgarski Kościół katolicki obrządku bizantyjskiego – jeden z Kościołów greckokatolickich rytu bizantyjsko–słowiańskiego, o charakterze sui iuris, uznający władzę i autorytet papieża.

## Historia

### Początki Kościoła

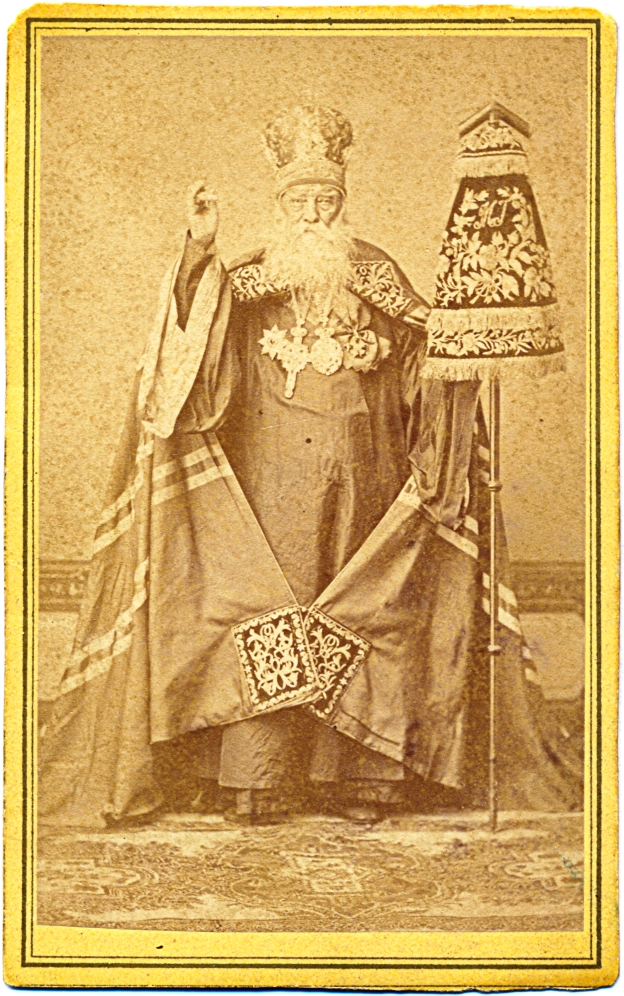
abp Josef Sokołski – pierwszy zwierzchnik Bułgarskiego Kościoła Katolickiego

Historia Bułgarskiego Kościoła Katolickiego rozpoczęła się w połowie  XIX wieku, kiedy bułgarskie odrodzenie tożsamości narodowej objęło również dążenie do uniezależnienia się prawosławnych Bułgarów od jurysdykcji greckich hierarchów. Według części duchowieństwa jedynym sposobem na odłączenie się od Patriarchatu Konstantynopolitańskiego było zawarcie unii z Kościołem Katolickim. Inspiracją dla unii z papieżem byli dla Bułgarów w dużym stopniu katolicy ormiańscy, którzy  w ramach muzułmańskiego Imperium Osmańskiego zostali w 1831 objęci  systemem milletów .
18 grudnia?/30 grudnia 1860 delegacja bułgarskiego duchowieństwa i wiernych, na której czele stał archimandryta Josif Sokołski i Dragan Cankow, udała się do przedstawicielstwa Stolicy Apostolskiej w Stambule, gdzie przyjął ich abp Paolo Brunoni i abp Andon Hassoun, z petycją 3000 podpisów o przyjęcie prawosławnych Bułgarów do Kościoła z zachowaniem autonomii . Abp Brunoni przyjął propozycję i podpisał akt unii, uznający zwierzchność papieża nad prawosławnymi Bułgarami, jednocześnie zapewniając zachowanie dotychczasowego obrządku bizantyjsko-słowiańskiego i odrębną hierarchę i szkolnictwo. Konflikt pomiędzy prawosławnymi Grekami i Bułgarami był po myśli rządu sułtańskiego i już następnego dnia Wysoka Porta zezwoliła na unię. Abp Brunoni erygował 15 parafii . 24 stycznia 1861 unia została potwierdzona przez papieża Piusa IX. Na przełomie lutego i marca została podjęta decyzja o mianowaniu Josifa Sokołskiego zwierzchnikiem Kościoła Bułgarskiego. Razem z Rafałem Popowem, Draganem Cankowem i Jerzym Mirkoviciem Sokołski udał się do Rzymu, gdzie 26 marca został przedstawiony papieżowi Piusowi IX, a 2 kwietnia otrzymał z jego rąk święcenia biskupie, z nominacją na wikariusza apostolskiego Bułgarii i tytułem arcybiskupa . 23 kwietnia po powrocie do Stambułu odbyła się intronizacja nowego ordynariusza. 1 czerwca otrzymał od sułtana Abdülmecida I potwierdzenie zwierzchnictwa nad bułgarskimi katolikami otrzymując tytuł milletbaşı  . Pozycja milletbaşı nadana przez sułtana powodowała, że Sokołski stał na czele administracji Kościoła Bułgarskiego i miał obowiązek pobierać od nich podatki na rzecz sułtana. Jednocześnie członkowie tego Kościoła zwolnieni byli z płacenia danin na rzecz Patriarchatu Konstantynopolitańskiego, co spowodowało wzrost liczy wiernych do 30 000 .
Sytuacja pokrzyżowała plany Moskwie, dlatego 6 czerwca abp Sokołski został uprowadzony do Odessy, następnie przewieziony do Kijowa, gdzie został osadzony w Ławrze Peczerskiej i spędził ostatnie lata życia  . W wyniku tego wydarzenia tymczasowy zarząd nad wikariatem został powierzony archimandrycie Piotrowi Arabadzyńskiemu i Polakowi Franciszkowi Malczyńskiemu, duchownemu greckokatolickiemu .
14 marca 1864 administratorem apostolskim został archimandryta Rafał Popow . Sakrę biskupią otrzymał 7 listopada 1865. W 1866 przeniósł się do Edirne, pozostawiając w Stambule wikariusza generalnego. Biskup Rafał pełnił funkcję aż do swojej śmierci w lutym 1876. Kolejnym biskupem został Nil Izworow.

### Okres 1883–1925

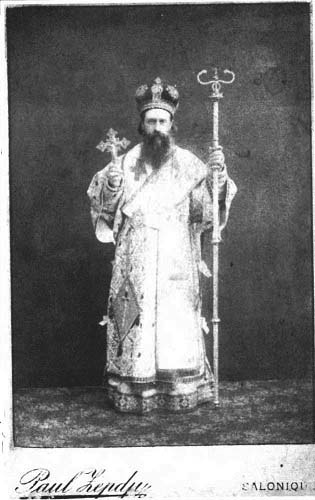
bp Epifaniusz – ostatni Wikariusz Apostolski w Salonikach

Po uzyskaniu przez Bułgarię autonomii powstała potrzeba reorganizacji administracji Kościoła, czego dokonano w 1883 . Utworzono bułgarską archieparchię konstantynopolitańską oraz dwa wikariaty apostolskie: macedoński z siedzibą w Salonikach i tracki z siedzibą w Edirne, obejmujący obszar Księstwa Bułgarii i Rumelii Wschodniej. Na czele całego Kościoła pozostał, awansowany do rangi arcybiskupa konstantynopolitańskiego, Nil. W Macedonii wikariuszem apostolskim został bp Łazarz Mladenow, a w Tracji bp Michał Petkow – pierwszy bułgarski biskup katolicki, który uzyskał wykształcenie w seminariach katolickich .
W 1894 zostały ujawnione skandale finansowe biskupa Mladenowa, czego efektem było pozbawienie go urzędu wikariusza apostolskiego, a w grudniu 1894 jego przejście do Cerkwi Prawosławnej . Kryzys pogłębił się wiosną 1895, kiedy to do Cerkwi Prawosławnej odszedł również abp Nil. W kwietniu bp Mladenow powrócił do Kościoła katolickiego, ale nie objął on ponownie wikariatu macedońskiego , a na jego miejsce nowym biskupem został wybrany Epifaniusz Szanow .  Tymczasowym administratorem wikariatu konstantynopolitańskiego został ksiądz Nikifor Donchew , jednak władze tureckie oczekiwały stałego przedstawiciela Katolickiego Kościoła Bułgarskiego. W tej sytuacji administratorem sede vacante został ksiądz Michał Mirow . Okres sedewakacji trwał aż do 1907, kiedy to Michał Mirow został wyświęcony na arcybiskupa i mianowany zwierzchnikiem Bułgarskiego Kościoła Katolickiego . Funkcję tę pełnił aż do śmierci w 1923.
Z powodu wojen bałkańskich i towarzyszącym im prześladowaniom grekokatolików około 10 000 katolickich Bułgarów była zmuszona do ucieczki z zamieszkiwanych przez siebie obszarów Macedonii i Tracji do Bułgarii . Zostały zamknięte seminarium duchowne w Salonikach, Bułgarskie Liceum w Edirne oraz inne charytatywne instytucje kościelne. W 1915 biskup Michał Petkow przeniósł się do Sofii , skąd administrował diecezją aż do końca I wojny światowej. W 1916 bp Epifaniusz Szanow został internowany , a następnie w 1919 wydalony z terytorium Grecji , w którym znalazły się Saloniki. Udał się na wygnanie do rodzinnej wioski w Bułgarii, gdzie w 1921 dostał ze Stolicy Apostolskiej zwolnienie z urzędu . W tym samym roku umarł również bp Petkow. W tej sytuacji tymczasowym administratorem apostolskim obydwóch wikariatów mianowano archimandrytę Christophera Kondowa, a Kongregacja ds. Kościołów Wschodnich wyznaczyła do pomocy swojego przedstawiciela egzarchę Isaiasa Papadopoulosa . W 1924 Kondow, ze względu na zły stan zdrowia, złożył rezygnację, a jego obowiązki przejął Jozafat Kozarow .

### Apostolski Egzarchat Sofii
W marcu 1924 Kongregacja Kościołów Wschodnich postanowiła wysłać do Bułgarii wizytatora apostolskiego arcybiskupa Angela Roncallego . Roncalli od razu przystąpił do pracy, dokonując objazdu po parafiach, organizując rozmowy z duchowieństwem oraz spotykając się 30 kwietnia z carem Borysem III, a 28 sierpnia ze Świętym Soborem Egzarchatu Bułgarskiego . Pracę przerwała nagła śmierć Jozafata 3 listopada 1925. Kilka dni później abp Roncalli wyznaczył na administratora diecezjalnego Stefana Kurteffa . Był to również odpowiedni czas do reorganizacji Kościoła, w wyniku której utworzono Egzarchat Apostolski w Sofii obejmujący swoim zasięgiem terytorium państwa bułgarskiego. Wierni z Salonik i Edirne przeszli pod jurysdykcję Greckiego Kościoła Katolickiego. Pod koniec lipca 1926 papież Pius XI wydał dekret powołujący na stanowisko egzarchy sofijskiego z nominacją biskupią dotychczasowego administratora Stefana Kurteffa . Decyzja ta została publiczne ogłoszona przez arcybiskupa Angela Roncallego podczas obchodów Święta Zaśnięcia Matki Bożej 28 sierpnia w Soborze Zaśnięcia Matki Bożej w Sofii . Sakra biskupia pierwszego eparchy sofijskiego odbyła się 5 grudnia w rzymskiej bazylice św. Klemensa, a biskup Kurteff przybrał imię Cyryl . Intronizacja biskupa miała miejsce 6 lutego 1927 w sofijskiej cerkwi. Funkcję swoją sprawował aż do 1941, kiedy to zrezygnował z urzędu . Jego następcą został Ivan Garufaloff, któremu sakry biskupiej udzielił biskup Cyryl . Po śmierci Ivana w 1951 egzarchą Sofii ponownie zostaje Cyryl, który sprawuje tę funkcję przez kolejne dwadzieścia lat. W latach 1963–1967 wziął on udział w drugiej i czwartej sesji soboru watykańskiego II oraz I Zwyczajnym Zgromadzeniu Ogólnym Synodzie Biskupów . 28 kwietnia 1963 dekretem papieża Jana XXIII został powołany biskup pomocniczy eparchii Metody Stratiew , który po śmierci Cyryla w 1971 został egzarchą Sofii. 5 września 1995 ze względu na wiek został przeniesiony w stan spoczynku z nominacją arcybiskupią, a jego następcą został mianowany Christo Projkow, który od 1993 pełnił funkcję biskupa pomocniczego . W 2002 został zatwierdzony nowy statut Konferencji Episkopatu Bułgarii, na mocy którego bułgarscy biskupi greckokatoliccy również wchodzą w jej skład .

### Eparchia św. Jana XXIII w Sofii
11 października 2019 papież Franciszek podniósł egzarchat do rangi eparchii i nadał jej imię Jana XXIII. Od 2024 biskupem jest Petko Wałow.

## Organizacja
- Bułgarski Wikariat Apostolski (1860 – 1883)

1. abp Josif Sokołski (2 kwietnia – 6 czerwca 1861)[3]
2. bp Rafaił Popow (14 marca 1864 – 23 lutego 1876)[4]
3. bp Nił Izworow (21 września 1876 – 1883)[15]

- Bułgarski Wikariat Apostolski Konstantynopola (1883 – 1926)

1. abp Nił Izworow (7 kwietnia 1883 – 1895)[15]
2. abp Michaił Mirow (luty 1907 – 17 sierpnia 1923)[8]

- Bułgarski Wikariat Apostolski Macedonii (1883 – 1926[b])

1. bp Łazar Mładenow (12 czerwca 1883 – październik 1894)[6]
2. bp Epifanij Szanow (23 lipca 1895 – 17 grudnia 1921[b])[7]
3. archimandryta Christofor Kondow[c] (17 grudnia 1921 – 6 stycznia 1924)[9]
4. archimandryta Josafat Kozarow[c] (20 lutego 1924[d][9]  – 3 listopada 1925)[16]
5. Kirił Kurtew[c] (listopad 1925 – 1926)

- Bułgarski Wikariat Apostolski Tracji (1883 – 1926)

1. bp Michaił Petkow (7 kwietnia 1883 – 27 maja 1921)[5]
2. archimandryta Christofor Kondow (25 czerwca 1921 – 6 stycznia 1924)[9]
3. ks. Josafat Kozarow (20 lutego 1924[d][9]  – 3 listopada 1925)[16]
4. Kirił Kurtew (listopad 1925 – 1926)[10]

- Apostolski Egzarchat Sofii (od 1926)

1. bp Kirił Kurtew (25 lipca 1926 – 30 maja 1941)[10]
2. bp Iwan Garufałow (6 lipca 1942 – 7 sierpnia 1951)[11]
3. bp Kirił Kurtew (1951 – 9 marca 1971)[10]
4. bp Metodij Stratiew (9 marca 1971 – 5 września 1995)[12]
5. bp Christo Projkow (5 września 1995 – 11 października 2019)[13]

- Eparchia św. Jana XXIII w Sofii (od 2019)[17]

1. bp Christo Projkow (11 października 2019 – 4 kwietnia 2024)
2. Petko Wałow (od 4 kwietnia 2024)